# Angelo Sabbatani
Angelo Sabbatani (Faenza, 1922 – Roma, 1974) è stato uno scultore e medaglista italiano.

## Biografia
Ebbe la prima formazione artistica alla scuola "Tommaso Minardi" di Faenza, poi presso la Scuola d'arte per la Medaglia in Roma, che frequentò per due anni come borsista, allievo del Mistruzzi. 
Nel 1942 fu scelto dalla biennale di Venezia, fra molti giovani concorrenti, per un modello di medaglia. Durante la seconda guerra mondiale fu internato in Germania, ma nel 1946 conseguì il Diploma di Maestro d'Arte presso l'istituto d'arte per la ceramica "Gaetano Ballardini" di Faenza.
Nello stesso anno vinse il Concorso per la medaglia commemorativa del centenario della morte di papa Gregorio XVI. Nel 1947 conseguì il primo premio ex aequo dal Centro Nazionale dell'Artigianato con il pannello della Sacra Famiglia. Nel 1948 ebbe l'incarico dal ministero della Pubblica Istruzione di eseguire in scultura due stazioni di Via Crucis. 
Nel 1951 fu invitato alla VI Quadriennale Nazionale d'Arte di Roma dove espose l'opera "Bagno di sole". Nel 1963 partecipò all'Esposizione Internazionale della Medaglia Religiosa di Roma quindi, tre anni dopo, a Parigi alla mostra "Medaille Italienne a la monnaie". Negli ultimi anni oltre alla produzione si dedicò all'insegnamento presso i Licei Artistici di Roma e Frosinone.
Tra le opere che ha lasciato ricordiamo: "Madonna in bronzo" e portale bronzeo di accesso della chiesa di San Giacomo a Gaeta. Sue opere sono anche nella chiesa dell'Immacolata, al km 13 della via Cassia alle porte di Roma.
Per il cimitero del Verano a Roma ha modellato una serie di quattro opere a soggetto sacro, probabilmente parte di ciò che stava realizzando alla sua morte. Per la Basilica di San Giovanni Bosco a Roma 22 angeli bronzei e per il Santuario Madonna delle Grazie, a Covignano di Rimini, una statua in bronzo di San Francesco d'Assisi.
A Faenza, sua città natale, realizzò medaglioni in travertino coi Santi protettori della città e del collegio nella facciata del nuovo Seminario, per la cui cappella maggiore fuse in bronzo un grande Crocifisso e le quattro cariatidi zooformi del tabernacolo. Nello stesso seminario è suo il busto di Papa Giovanni XXIII nell'atrio dell'ingresso. 
Numerose le medaglie commemorative dedicate ad eminenti personaggi come il cardinale Tisserant ed il cardinale Amleto Giovanni Cicognani (del 1972) e dello stesso vescovo Battaglia. Su tutte spicca la già menzionata medaglia di papa Gregorio XVI che gli valse nel 1946 la vittoria del concorso appositamente indetto. 
Ultima opera di cui si abbia notizia, perché terminata nel periodo della sua morte, fu la serie di quattro bassorilievi in marmo di Carrara, della dimensione di 100 X 130 cm l'uno, rappresentanti i momenti fondamentali della Passione di Cristo, la crocifissione, la deposizione, la sepoltura e la Resurrezione, commissionatagli dal Comune di Roma per il cimitero del Verano, luogo in cui furono posti e sono tuttora visibili.
Fu troncato nella sua attività dalla precoce ed improvvisa morte avvenuta per incidente stradale a Roma nel 1974.